# (32390) 2000 QA203
2000 QA203 (asteroide 32390) é um asteroide da cintura principal. Possui uma excentricidade de 0.13738760 e uma inclinação de 9.35313º.
Este asteroide foi descoberto no dia 29 de agosto de 2000 por LINEAR em Socorro.